# Parc naturel de Nalytchevo
Le parc naturel de Nalytchevo est un parc naturel situé sur la côte est de la péninsule du Kamtchatka, dans l'Extrême-Orient russe. Le parc se trouve à l'ouest de la péninsule Chipounski, à 80 km au nord de la capitale du kraï du Kamtchatka, Pétropavlovsk-Kamtchatski. Il a été créé en 1995 par le gouvernement provincial du Kamtchatka à la suite d'une initiative locale. En 1996, il est l'un des cinq sites (aujourd'hui six) classés au Patrimoine mondial de l'Unesco sous le titre de « Volcans du Kamtchatka ».
Le parc s'entend sur un territoire de 287 200 ha incluant la vallée de la rivière Nalytchevo. Il englobe tous les volcans du groupe volcanique Avatchinski-Koriakski et ceux du Joupanovski-Dzenzourski appartenant à la chaîne volcanique orientale. Le parc, grâce à sa végétation variée, offre un habitat à de nombreux oiseaux et animaux. Les saumons du Pacifique remontent ses rivières en période de frai et sont chassés par les ours bruns, l'animal emblématique du Kamtchatka.
Depuis 2009 ce parc fait partie du nouvel ensemble repris sous le nom de Parc naturel des volcans du Kamtchatka. 